# Ewa Żak
Ewa Żak (ur. 27 kwietnia 1993) – polska siatkarka, grająca na pozycji przyjmującej. Była reprezentantka Polski juniorek i seniorek.
W latach 2008–2012 była zawodniczką Sparty Warszawa, z której przeniosła się do pierwszoligowej drużyny AGH Galeco Wisła Kraków. W 2013 roku podpisała kontrakt z drużyną KS Developres SkyRes Rzeszów, z którą wywalczyła awans do Orlen Ligi. W najwyższej klasie rozgrywkowej zadebiutowała 3 października 2014 roku w meczu przeciwko Chemikowi Police, zdobywając 12 punktów. W sezonie 2016/2017 wraz z rzeszowskim klubem wywalczyła brązowy medal mistrzostw Polski.
Podczas czterech sezonów gry w Orlen Lidze rozegrała 85 meczów, w których zdobyła 447 punktów: 375 atakiem, 34 blokiem, 38 zagrywką.
W 2013 roku otrzymała powołanie do szerokiej kadry reprezentacji Polski przez Piotra Makowskiego. Zadebiutowała w niej pod koniec czerwca 2013 roku w spotkaniu przeciwko Kubie podczas turnieju o Puchar Borysa Jelcyna.
Karierę sportową zakończyła w 2018.

## Sukcesy klubowe
Mistrzostwa Polski Młodziczek:
- 2006, 2008

Mistrzostwa Ogólnopolskiej Olimpiady Młodzieży Juniorek Młodszych:
- 2008

Mistrzostwa Polski Kadetek:
- 2008, 2009, 2010

Ogólnopolska Olimpiada Młodzieży:
- 2010
- 2009

Mistrzostwa Polski Juniorek:
- 2010
- 2011

Mistrzostwo Polski:
- 2017